# HD 27894
Désignations
HD 27894 est une étoile naine orange de type spectral K2V située à une distance de 43,88 ± 0,06 pc (∼143 al) du Soleil, dans la constellation australe du Réticule. De magnitude apparente 9,42 dans le spectre visible, elle n'est pas observable à l'œil nu.

## Système planétaire
En 2005, une première planète, HD 27894 b, a été découverte autour de HD 27894. Celle-ci a été détectée grâce à HARPS, le spectrographe-échelle équipant le télescope de 3,6 mètres de l'Observatoire européen austral à La Silla au Chili. Puis en 2017, deux planètes supplémentaires orbitant l'étoile, HD 27894 c et HD 27894 d, ont été découvertes. HD 27894 c est très proche de son étoile tout comme l'était HD 27894 b, alors que la troisième, HD 27894 d, orbite autour d'elle à une bien plus grande distance. Il s'agit du premier système planétaire détecté qui présente un si grand écart entre les distances orbitales de deux planètes.
| Planète | Masse    | Demi-grand axe (ua) | Période orbitale (jours) | Excentricité  | Inclinaison | Rayon |
| ------- | -------- | ------------------- | ------------------------ | ------------- | ----------- | ----- |
| b       | >0,66 MJ | 0,125               | 18,02 ± 0,02             | 0,047 ± 0,010 |             |       |
| c       | >0,16 MJ | 0,198               | 36,1 ± 0,2               | 0,02 ± 0,02   |             |       |
| d       | >5,4 MJ  | 5,4                 | 5 200 ± 100              | 0,39 ± 0,05   |             |       |

#### ÉtoileHD 27894
- (en) HD 27894 sur la base de données NASA Exoplanet Archive du NASA Exoplanet Science Institute
- (en) HD 27894 sur la base de données Simbad du Centre de données astronomiques de Strasbourg.

#### PlanèteHD 27894 b
- (en) HD 27894 b sur la base de données Exoplanet Data Explorer
- (en) HD 27894 b sur L'Encyclopédie des planètes extrasolaires de l'Observatoire de Paris.
- (en) HD 27894 b sur la base de données NASA Exoplanet Archive du NASA Exoplanet Science Institute
- (en) HD 27894b sur la base de données Simbad du Centre de données astronomiques de Strasbourg.